# Аль-Міна
Аль-Міна — пам'ятка залізної доби на узбережжі Сирії, в гирлі річки Оронт і займає єдиний вихід до моря на рівнину Амук (яка зараз є частиною Туреччини). Рівнина була частиною неоарамейського царства Ункі з IX до середини VIII ст. до н.е., коли ассирійці отримали контроль над цією територією. Грецький імпорт досягав рівнини в IX, а можливо, і в X ст., але найдавніші залишки в Аль-Міні датуються початком VIII ст.. Тому припускають, що Аль-Міна була занована близько 800-го року до н.е.
Активність на цьому місці посилювалася з кінця VIII ст. до н.е. Після перерви під вавилонським пануванням протягом більшої частини VI ст., місце відродилося під персами та було перебудовано за новим міським планом. Місто процвітало протягом значного часу, незважаючи на два руйнування, спричинені пожежами, але його затьмарило заснування Селевкії в 301 р. до н.е.
Наукові дослідження були зосереджені на ранніх етапах Аль-Міни та їхньому значенні для середземноморських взаємозв'язків; інтерпретації цього місця були дуже різноманітними та гаряче обговорювалися протягом останніх трьох десятиліть. Аль-Міна була першим левантійським місцем розкопок з великою кількістю грецької кераміки (у 1930-х роках) і досі залишається місцем знахідки найбільшої кількості ранньої грецької кераміки на Близькому Сході. Хоча грецькі геометричні черепки становлять невідомий відсоток від загального керамічного збору, їх абсолютна цифра, яка сягає приблизно 1500, значно перевищує аналогічні показники для будь-якого іншого місця в ширшому регіоні. Виходячи з великої кількості грецьких виробів, Аль-Міна спочатку вважалася грецькою колонією (апойкією) та ототожнювалася з легендарним грецьким містом Посейдіон, заснованим Амфілохом після Троянської війни. Післявоєнні дослідження показали, що ототожнення Аль-Міни з Посейдіоном було помилковим. Також було висловлено припущення, що значна частина грецької кераміки, знайденої на цьому місці, походить з острова Евбея. Це призвело до поширення думки, що Аль-Міна була евбейською «базою» у східному Середземномор'ї, порівнянною за функціями з евбейською колонією Пітекуссай, яка розташована на невеликому острові Іскія, біля Неаполітанської затоки, в центральному Середземномор'ї. 
Аль-Міну більше не розглядають як колонію, а як грецький емпоріон, торговий порт. Менш популярним є припущення, що емпоріон виник з табору грецьких, переважно евбейських, найманців. Як грецький емпоріон, Аль-Міна також розглядається як важливий шлях для експорту артефактів, ремісників та технік з Близького Сходу, точніше північної Сирії, до Егейського моря у VIII та VII ст. Евбейці відігравали провідну роль у цьому у VIII ст., але в наступному столітті східногрецькі торговці взяли на себе ініціативу. Початкове тлумачення Аль-Міни як грецької колонії було спростовано, як тільки було показано, що її архітектура, домашнє та кухонне начиння мають безперечно левантійський характер. Вже у VIII ст. на цьому місці була представлена сирійська та кіпрська кераміка, а за нею йшли фінікійські вироби. Деякі вчені стверджували, що Аль-Міна була фінікійським заснуванням; Однак цей аргумент отримав обмежену підтримку через нестачу фінікійських артефактів на найдавніших етапах існування цього місця. Більш збалансований погляд розглядає Аль-Міну як центр обміну, де різні етнічні групи здійснювали обмін, і цю точку зору підтверджують грецькі, арамейські та фінікійські графіті, виявлені на цьому місці. Однак залишається нез'ясованим, чи був космополітичний порт автономним, чи перебував під контролем сусідніх держав. У будь-якому випадку, Аль-Міна має велике значення для оцінки торгівлі, контактів на великі відстані та колонізації в Середземномор'ї залізної доби.
Руїні відкриті Леонардом Вулі у 1936 р., який ототожнів Аль-Міну (так цю місцевість називали місцеві мешканці — від арабського «порт») з геродотовою Посейдонією.
Грала особливу роль в торговельному та культурному обміні між Грецією і Близьким Сходом. Можливо, саме через Аль-Міну греки запозичили у фінікійців абетку.
Зруйнована у 696 р. до н. е. ассирійським царем Сінахерибом, пізніше відбудована.
Британський історик античності Робін Лейн Фокс припустив, що Аль-Міна остаточно була зруйнована Птоломеєм у 312 році до нашої ери.